# Billy Idol
William Michael Albert Broad (Stanmore, Middlesex, 30 november 1955), beter bekend onder zijn artiestennaam Billy Idol, is een Amerikaans-Engels zanger, die vooral werkzaam is in de Verenigde Staten. Hij kwam op ten tijde van de punk-beweging eind jaren 70 en wist zich daarna met een eigen geluid als solo-zanger te handhaven, in een vruchtbare samenwerking met de gitarist Steve Stevens wiens geluid een belangrijk mede-bepalend element werd in meerdere hits.

## Biografie
Idol maakte in zijn jeugd, samen met onder andere Siouxsie Sioux, deel uit van het Bromley contingent. Deze jeugdgroep bestond uit trouwe volgelingen van de Sex Pistols. Uit deze jeugdgroep zijn meerdere bands gevormd, Chelsea, Generation X, Siouxsie and the Banshees, het latere Sigue Sigue Sputnik.
Billy Idol was de zanger van Generation X (later verkort tot Gen X), dat hij stichtte met bassist Tony James. Gen X had in Engeland een hit met Wild Youth en coverde bij live-optredens John Lennons Gimme Some Truth. Na de breuk van Gen X ging Idol solo en verhuisde hij naar de Verenigde Staten waar hij tot op de dag van vandaag woont en werkt.
Zijn punkrock sloeg daar erg aan; na zijn eerste solohit Dancing with Myself (origineel met Generation X en in 1982 vertaald door De Kreuners) maakte hij een reeks albums met gitarist Steve Stevens, die hem ook bijstond bij live-optredens.
Na het niet goed ontvangen album Cyberpunk uit 1993 en een bijna fatale overdosis drugs in 1994 nam hij in het VH1-programma Storytellers de gelijknamige live-dvd/cd op met akoestische versies van onder andere zijn hits; Cradle of Love, Sweet Sixteen, Don't Need a Gun en White wedding.
In 2005 kwam er na ca. 12 jaar een nieuw album, The Devil's Playground waarop Steve Stevens als vanouds zijn medewerking verleent. Zowel het album als de tour, die Noord-Amerika en Europa aandeed, werden bijzonder goed ontvangen. Op 4 december 2006 kwam het  album met kerstliedjes genaamd Happy Holidays uit.
Tijdens deze tournee deed Idol Nederland aan met twee concerten; één in een uitverkocht Paradiso op 7 juni 2005 en één in de Heineken Music Hall op 7 december 2005.
In oktober 2014 verscheen het album Kings & Queens of the Underground waarop de zanger onder meer samenwerkte met producer Trevor Horn en diens Buggles-collega Geoff Downes. Tevens bracht hij zijn biografie uit; Dancing With Myself.
In 2023 kreeg Billy Idol een ster op de Hollywood Walk of Fame.

## Privé
Idol heeft een zoon (Willem) en een dochter (Bonnie) uit twee verschillende relaties. In 2018 werd Idol Amerikaans staatsburger, maar behield tevens zijn Britse nationaliteit. In 2020 beviel dochter Bonnie van Idol's eerste kleindochter en in 2022 van zijn tweede kleindochter.

## Discografie

### Albums
| Album met eventuele hitnotering(en) in de Nederlandse Album Top 100 | Datum van verschijnen | Datum van binnenkomst | Hoogste positie | Aantal weken | Opmerkingen |
| ------------------------------------------------------------------- | --------------------- | --------------------- | --------------- | ------------ | ----------- |
| Rebel Yell                                                          | 1984                  | 11-8-1984             | 40              | 5            |             |
| Whiplash Smile                                                      | 1986                  | 8-11-1986             | 19              | 15           |             |
| Charmed Life                                                        | 1990                  | 12-5-1990             | 51              | 6            |             |
| Cyberpunk                                                           | 1993                  | 10-7-1993             | 50              | 9            |             |
| Kings & Queens Of The Underground                                   | 17-9-2014             | 25-10-2014            | 75              | 1            |             |

| Album met hitnotering(en) in de Vlaamse Ultratop 200 albums | Datum van verschijnen | Datum van binnenkomst | Hoogste positie | Aantal weken | Opmerkingen |
| ----------------------------------------------------------- | --------------------- | --------------------- | --------------- | ------------ | ----------- |
| Kings & Queens Of The Underground                           | 17-9-2014             | 1-11-2014             | 109             | 2            |             |

### Singles
| Single met eventuele hitnotering(en) in de Nederlandse Top 40 | Datum van verschijnen | Datum van binnenkomst | Hoogste positie | Aantal weken | Opmerkingen                             |
| ------------------------------------------------------------- | --------------------- | --------------------- | --------------- | ------------ | --------------------------------------- |
| Mony Mony (live)                                              | 9-1981                |                       |                 |              | 1 week Nationale Hitparade Top 100 1987 |
| Eyes Without a Face                                           | 6-1984                | 21-7-1984             | 24              | 6            | nr. 13 Nationale Hitparade              |
| To Be a Lover                                                 | 9-1986                | 15-11-1986            | tip10           | 4            |                                         |
| Sweet Sixteen                                                 | 5-1987                | 25-7-1987             | 7               | 8            | nr. 11 Nationale Hitparade Top 100      |
| Hot in the City (remix)                                       | 1-1988                | 12-3-1988             | 32              | 4            | nr. 40 Nationale Hitparade Top 100      |

| Single met hitnotering(en) in de Vlaamse Ultratop 50 | Datum van verschijnen | Datum van binnenkomst | Hoogste positie | Aantal weken | Opmerkingen |
| ---------------------------------------------------- | --------------------- | --------------------- | --------------- | ------------ | ----------- |
| Eyes Without a Face                                  | 6-1984                | 11-8-1984             | 15              | 5            |             |
| Sweet Sixteen                                        | 5-1987                | 1-8-1987              | 9               | 8            |             |
| Hot in the City                                      | 1-1988                | 5-3-1988              | 19              | 6            |             |

### ep's
- Don't Stop (1981)
- Eyes Without A Face (1984)
- Sessions@AOL (2005)
- The Roadside (2021)

### NPO Radio 2 Top 2000
| Nummers met noteringen in de NPO Radio 2 Top 2000 | '05  | '06  | '07  | '08  | '09  | '10  | '11  | '12  | '13  | '14  | '15  | '16  | '17  | '18-'22 | '23  | '24  |
| ------------------------------------------------- | ---- | ---- | ---- | ---- | ---- | ---- | ---- | ---- | ---- | ---- | ---- | ---- | ---- | ------- | ---- | ---- |
| Eyes Without a Face                               | 1749 | 1499 | 1230 | 1793 | 1734 | 1575 | 1575 | 1824 | 1814 | 1511 | 1583 | 1764 | 1652 | -       | 1947 | 1630 |
| White Wedding                                     | -    | -    | -    | -    | -    | -    | -    | -    | -    | -    | -    | 1747 | 1736 | -       | -    | -    |

1. ↑  Een '-' betekent dat het nummer niet was genoteerd en een vetgedrukt getal geeft de hoogste notering van een nummer aan.
2. ↑  2005 was het eerste jaar met een notering voor Billy Idol.